# مؤسسة الديمقراطية في إيران
مؤسسة الديمقراطية في إيران هي منظمة أمريكية خاصة غير ربحية تأسست عام 1995 بمنح من الصندوق الوطني للديمقراطية (NED)، وتهدف إلى تعزيز جهود تغيير النظام الحاكم في إيران. وقد شغل عضوية مجلس إدارة المنظمة سابقًا كل من: ديفيد أم. بيزلي، وجوشوا مورافشيك [الإنجليزية]، وبيتر دبليو رودمان، والدكتور مهدي روحاني.
ومن بين أعضاء مجلسها الاستشاري جيمس وولسي وفرانك غافني. كما يقدم موقعها الإلكتروني أخبارًا ومعلومات استخباراتية تتعلق بإيران.

## روابط خارجية
- الصفحة الرئيسية الخاصة بمؤسسة الديمقراطية في إيران
- أعضاء مجلس إدارة مؤسسة الديمقراطية في إيران
- معلومات إضافية عن الموقع